# Dua Lipa/Diskografie
Diese Diskografie ist eine Übersicht über die musikalischen Werke der britisch-albanischen Popsängerin Dua Lipa. Den Quellenangaben und Schallplattenauszeichnungen zufolge verkaufte sie bisher mehr als 125,8 Millionen Tonträger, davon alleine in Großbritannien über 31,8 Millionen. In Deutschland konnte sie bisher über 6,7 Millionen Tonträger verkaufen, womit sie zu den Interpretinnen mit den meisten Tonträgerverkäufen des Landes zählt. Ihre erfolgreichste Veröffentlichung ist die Single Levitating mit über 16,2 Millionen verkauften Einheiten.

## Alben

### Studioalben
| Jahr | Titel Musiklabel                    | Höchstplatzierung, Gesamtwochen, AuszeichnungChartplatzierungen (Jahr, Titel, Musiklabel, Platzierungen, Wochen, Auszeichnungen, Anmerkungen) | Höchstplatzierung, Gesamtwochen, AuszeichnungChartplatzierungen (Jahr, Titel, Musiklabel, Platzierungen, Wochen, Auszeichnungen, Anmerkungen) | Höchstplatzierung, Gesamtwochen, AuszeichnungChartplatzierungen (Jahr, Titel, Musiklabel, Platzierungen, Wochen, Auszeichnungen, Anmerkungen) | Höchstplatzierung, Gesamtwochen, AuszeichnungChartplatzierungen (Jahr, Titel, Musiklabel, Platzierungen, Wochen, Auszeichnungen, Anmerkungen) | Höchstplatzierung, Gesamtwochen, AuszeichnungChartplatzierungen (Jahr, Titel, Musiklabel, Platzierungen, Wochen, Auszeichnungen, Anmerkungen) | Anmerkungen                                               |
| Jahr | Titel Musiklabel                    | DE | AT | CH | UK | US | Anmerkungen                                               |
| ---- | ----------------------------------- | --- | --- | --- | --- | --- | --------------------------------------------------------- |
| 2017 | Dua Lipa Warner Music (WMG)         | DE22 Gold · (5 Wo.)DE | AT36 Platin · (3 Wo.)AT | CH11 (10 Wo.)CH | UK3 ×3Dreifachplatin · (… Wo.)UK | US27 Platin · (97 Wo.)US | Erstveröffentlichung: 2. Juni 2017 Verkäufe: + 3.220.000  |
| 2020 | Future Nostalgia Warner Music (WMG) | DE4 Gold · (144 Wo.)DE | AT2 ×2Doppelplatin · (159 Wo.)AT | CH4 (… Wo.)CH | UK1 ×2Doppelplatin · (224 Wo.)UK | US3 Platin · (264 Wo.)US | Erstveröffentlichung: 27. März 2020 Verkäufe: + 4.270.000 |
| 2024 | Radical Optimism Warner Music (WMG) | DE3 (17 Wo.)DE | AT1 (12 Wo.)AT | CH2 (11 Wo.)CH | UK1 Gold · (20 Wo.)UK | US2 (15 Wo.)US | Erstveröffentlichung: 3. Mai 2024 Verkäufe: + 372.500     |

### Livealben
| Jahr | Titel Musiklabel                                            | Höchstplatzierung, Gesamtwochen, AuszeichnungChartplatzierungen (Jahr, Titel, Musiklabel, Platzierungen, Wochen, Auszeichnungen, Anmerkungen) | Höchstplatzierung, Gesamtwochen, AuszeichnungChartplatzierungen (Jahr, Titel, Musiklabel, Platzierungen, Wochen, Auszeichnungen, Anmerkungen) | Höchstplatzierung, Gesamtwochen, AuszeichnungChartplatzierungen (Jahr, Titel, Musiklabel, Platzierungen, Wochen, Auszeichnungen, Anmerkungen) | Höchstplatzierung, Gesamtwochen, AuszeichnungChartplatzierungen (Jahr, Titel, Musiklabel, Platzierungen, Wochen, Auszeichnungen, Anmerkungen) | Höchstplatzierung, Gesamtwochen, AuszeichnungChartplatzierungen (Jahr, Titel, Musiklabel, Platzierungen, Wochen, Auszeichnungen, Anmerkungen) | Anmerkungen                            |
| Jahr | Titel Musiklabel                                            | DE | AT | CH | UK | US | Anmerkungen                            |
| ---- | ----------------------------------------------------------- | --- | --- | --- | --- | --- | -------------------------------------- |
| 2024 | Dua Lipa Live from the Royal Albert Hall Warner Music (WMG) | — | — | CH41 (2 Wo.)CH | UK40 (… Wo.)UK | — | Erstveröffentlichung: 6. Dezember 2024 |

### Remixalben
| Jahr | Titel Musiklabel                                          | Höchstplatzierung, Gesamtwochen, AuszeichnungChartplatzierungen (Jahr, Titel, Musiklabel, Platzierungen, Wochen, Auszeichnungen, Anmerkungen) | Höchstplatzierung, Gesamtwochen, AuszeichnungChartplatzierungen (Jahr, Titel, Musiklabel, Platzierungen, Wochen, Auszeichnungen, Anmerkungen) | Höchstplatzierung, Gesamtwochen, AuszeichnungChartplatzierungen (Jahr, Titel, Musiklabel, Platzierungen, Wochen, Auszeichnungen, Anmerkungen) | Höchstplatzierung, Gesamtwochen, AuszeichnungChartplatzierungen (Jahr, Titel, Musiklabel, Platzierungen, Wochen, Auszeichnungen, Anmerkungen) | Höchstplatzierung, Gesamtwochen, AuszeichnungChartplatzierungen (Jahr, Titel, Musiklabel, Platzierungen, Wochen, Auszeichnungen, Anmerkungen) | Anmerkungen                                                                             |
| Jahr | Titel Musiklabel                                          | DE | AT | CH | UK | US | Anmerkungen                                                                             |
| ---- | --------------------------------------------------------- | --- | --- | --- | --- | --- | --------------------------------------------------------------------------------------- |
| 2020 | Club Future Nostalgia: The Remix Album Warner Music (WMG) | DE*DE | AT*AT | CH*CH | UK*UK | US28 (1 Wo.)US | Erstveröffentlichung: 28. August 2020 mit The Blessed Madonna; * siehe Future Nostalgia |

### EPs
| Jahr | Titel Musiklabel                 | Anmerkungen                            |
| ---- | -------------------------------- | -------------------------------------- |
| 2017 | Live Acoustic Warner Music (WMG) | Erstveröffentlichung: 8. Dezember 2017 |

## Singles

### Als Leadmusikerin
| Jahr | Titel Album                                              | Höchstplatzierung, Gesamtwochen, AuszeichnungChartplatzierungen (Jahr, Titel, Album, Platzierungen, Wochen, Auszeichnungen, Anmerkungen) | Höchstplatzierung, Gesamtwochen, AuszeichnungChartplatzierungen (Jahr, Titel, Album, Platzierungen, Wochen, Auszeichnungen, Anmerkungen) | Höchstplatzierung, Gesamtwochen, AuszeichnungChartplatzierungen (Jahr, Titel, Album, Platzierungen, Wochen, Auszeichnungen, Anmerkungen) | Höchstplatzierung, Gesamtwochen, AuszeichnungChartplatzierungen (Jahr, Titel, Album, Platzierungen, Wochen, Auszeichnungen, Anmerkungen) | Höchstplatzierung, Gesamtwochen, AuszeichnungChartplatzierungen (Jahr, Titel, Album, Platzierungen, Wochen, Auszeichnungen, Anmerkungen) | Anmerkungen                                                                                |
| Jahr | Titel Album                                              | DE | AT | CH | UK | US | Anmerkungen                                                                                |
| ---- | -------------------------------------------------------- | --- | --- | --- | --- | --- | ------------------------------------------------------------------------------------------ |
| 2015 | Be the One Dua Lipa                                      | DE11 Platin · (28 Wo.)DE | AT7 (23 Wo.)AT | CH11 (23 Wo.)CH | UK9 ×2Doppelplatin · (25 Wo.)UK | US— GoldUS | Erstveröffentlichung: 30. Oktober 2015 Verkäufe: + 3.135.000                               |
| 2016 | Last Dance Dua Lipa                                      | — | — | — | — | — | Erstveröffentlichung: 9. Februar 2016 Verkäufe: + 25.000                                   |
| 2016 | Hotter than Hell Dua Lipa                                | DE71 Gold · (12 Wo.)DE | AT65 (4 Wo.)AT | — | UK15 Platin · (21 Wo.)UK | — | Erstveröffentlichung: 6. Mai 2016 Verkäufe: + 1.165.000                                    |
| 2016 | Blow Your Mind (Mwah) Dua Lipa                           | — | — | — | UK30 Platin · (15 Wo.)UK | US72 Gold · (1 Wo.)US | Erstveröffentlichung: 26. August 2016 Verkäufe: + 1.610.000                                |
| 2017 | Scared to Be Lonely Dua Lipa: Complete Edition           | DE9 ×3Dreifachgold · (24 Wo.)DE | AT10 (21 Wo.)AT | CH10 Gold · (27 Wo.)CH | UK14 ×2Doppelplatin · (22 Wo.)UK | US76 ×2Doppelplatin · (14 Wo.)US | Erstveröffentlichung: 27. Januar 2017 Verkäufe: + 6.073.333; mit Martin Garrix             |
| 2017 | Lost in Your Light Dua Lipa                              | — | — | — | UK86 Silber · (1 Wo.)UK | — | Erstveröffentlichung: 21. April 2017 Verkäufe: + 265.000; feat. Miguel                     |
| 2017 | New Rules Dua Lipa                                       | DE9 ×2Doppelplatin · (38 Wo.)DE | AT11 ×2Doppelplatin · (34 Wo.)AT | CH11 (40 Wo.)CH | UK1 ×5Fünffachplatin · (62 Wo.)UK | US6 ×5Fünffachplatin · (48 Wo.)US | Erstveröffentlichung: 7. Juli 2017 Verkäufe: + 12.558.333                                  |
| 2017 | Homesick Dua Lipa                                        | — | — | — | — | — | Erstveröffentlichung: 1. Dezember 2017 Verkäufe: + 80.000; feat. Chris Martin              |
| 2018 | IDGAF Dua Lipa                                           | DE12 Gold · (21 Wo.)DE | AT6 Platin · (23 Wo.)AT | CH19 (24 Wo.)CH | UK3 ×3Dreifachplatin · (29 Wo.)UK | US49 ×2Doppelplatin · (23 Wo.)US | Erstveröffentlichung: 12. Januar 2018 Verkäufe: + 6.095.000                                |
| 2018 | One Kiss Dua Lipa: Complete Edition • 96 Months          | DE1 ×2Doppelplatin · (53 Wo.)DE | AT1 ×2Doppelplatin · (37 Wo.)AT | CH2 ×3Dreifachplatin · (58 Wo.)CH | UK1 ×6Sechsfachplatin · (63 Wo.)UK | US26 ×4Vierfachplatin · (21 Wo.)US | Erstveröffentlichung: 6. April 2018 Verkäufe: + 11.903.333; mit Calvin Harris              |
| 2018 | Electricity Dua Lipa: Complete Edition                   | DE64 (7 Wo.)DE | AT61 (3 Wo.)AT | CH46 (6 Wo.)CH | UK4 Platin · (20 Wo.)UK | US62 Platin · (10 Wo.)US | Erstveröffentlichung: 6. September 2018 Verkäufe: + 2.250.000; mit Silk City               |
| 2019 | Swan Song Alita: Battle Angel (O.S.T.)                   | DE99 (1 Wo.)DE | — | CH96 (1 Wo.)CH | UK24 Silber · (8 Wo.)UK | — | Erstveröffentlichung: 24. Januar 2019 Verkäufe: + 250.000                                  |
| 2019 | Don’t Start Now Future Nostalgia                         | DE10 ×3Dreifachgold · (39 Wo.)DE | AT6 ×3Dreifachplatin · (36 Wo.)AT | CH7 (42 Wo.)CH | UK2 ×4Vierfachplatin · (67 Wo.)UK | US2 ×4Vierfachplatin · (52 Wo.)US | Erstveröffentlichung: 1. November 2019 Verkäufe: + 11.037.333                              |
| 2020 | Physical Future Nostalgia                                | DE14 Platin · (27 Wo.)DE | AT13 ×2Doppelplatin · (24 Wo.)AT | CH15 (27 Wo.)CH | UK3 ×2Doppelplatin · (24 Wo.)UK | US60 Platin · (2 Wo.)US | Erstveröffentlichung: 31. Januar 2020 Verkäufe: + 4.508.333                                |
| 2020 | Break My Heart Future Nostalgia                          | DE26 Gold · (17 Wo.)DE | AT20 Platin · (16 Wo.)AT | CH18 (22 Wo.)CH | UK6 Platin · (20 Wo.)UK | US13 Platin · (32 Wo.)US | Erstveröffentlichung: 25. März 2020 Verkäufe: + 3.909.333                                  |
| 2020 | Hallucinate Future Nostalgia                             | DE— aDE | AT— GoldAT | — | UK31 Platin · (12 Wo.)UK | — | Erstveröffentlichung: 17. Juli 2020 Verkäufe: + 1.000.000                                  |
| 2020 | Un día (One Day) Future Nostalgia: The Moonlight Edition | DE94 (2 Wo.)DE | — | CH30 (16 Wo.)CH | UK72 (4 Wo.)UK | US63 ×5Diamant + Fünffachplatin (Latin) · (14 Wo.)US                                                                                     | Erstveröffentlichung: 24. Juli 2020 Verkäufe: + 2.045.000; mit J Balvin, Bad Bunny & Tainy |
| 2020 | Levitating Future Nostalgia                              | DE16 Platin · (35 Wo.)DE | AT12 ×3Dreifachplatin · (36 Wo.)AT | CH11 (88 Wo.)CH | UK5 ×4Vierfachplatin · (96 Wo.)UK | US2 b Diamant · (77 Wo.)US | Erstveröffentlichung: 13. August 2020 Verkäufe: + 16.251.333                               |
| 2020 | Fever Future Nostalgia: The Moonlight Edition            | DE85 (1 Wo.)DE | — | CH9 (24 Wo.)CH | UK79 Silber · (2 Wo.)UK | — | Erstveröffentlichung: 30. Oktober 2020 Verkäufe: + 848.333; mit Angèle                     |
| 2021 | We’re Good Future Nostalgia: The Moonlight Edition       | DE52 (14 Wo.)DE | AT29 Gold · (11 Wo.)AT | CH38 (13 Wo.)CH | UK25 Gold · (14 Wo.)UK | US31 Gold · (18 Wo.)US | Erstveröffentlichung: 12. Februar 2021 Verkäufe: + 1.435.000                               |
| 2021 | Love Again Future Nostalgia                              | DE44 Gold · (18 Wo.)DE | AT50 Platin · (7 Wo.)AT | CH43 (17 Wo.)CH | UK51 Platin · (9 Wo.)UK | US41 (16 Wo.)US | Erstveröffentlichung: 11. März 2021 Verkäufe: + 1.928.333                                  |
| 2023 | Dance the Night Barbie: The Album                        | DE7 (29 Wo.)DE | AT4 Gold · (27 Wo.)AT | CH3 Platin · (44 Wo.)CH | UK1 ×2Doppelplatin · (42 Wo.)UK | US6 (35 Wo.)US | Erstveröffentlichung: 25. Mai 2023 Verkäufe: + 2.598.333                                   |
| 2023 | Houdini Radical Optimism                                 | DE9 Gold · (40 Wo.)DE | AT14 Gold · (21 Wo.)AT | CH3 Platin · (31 Wo.)CH | UK2 Platin · (35 Wo.)UK | US11 (23 Wo.)US | Erstveröffentlichung: 9. November 2023 Verkäufe: + 2.118.333                               |
| 2024 | Training Season Radical Optimism                         | DE25 (14 Wo.)DE | AT23 (12 Wo.)AT | CH15 Gold · (18 Wo.)CH | UK4 Platin · (15 Wo.)UK | US27 (10 Wo.)US | Erstveröffentlichung: 15. Februar 2024 Verkäufe: + 1.553.333                               |
| 2024 | Illusion Radical Optimism                                | DE76 (3 Wo.)DE | AT61 (1 Wo.)AT | CH25 (4 Wo.)CH | UK9 Gold · (15 Wo.)UK | US43 (18 Wo.)US | Erstveröffentlichung: 11. April 2024 Verkäufe: + 715.000                                   |
| 2024 | These Walls –                                            | — | — | — | UK40 c (3 Wo.)UK | — | Erstveröffentlichung: 8. November 2024 Verkäufe: + 200.000; feat. Pierre de Maere          |

### Als Gastmusikerin
| Jahr | Titel Album                                                       | Höchstplatzierung, Gesamtwochen, AuszeichnungChartplatzierungen (Jahr, Titel, Album, Platzierungen, Wochen, Auszeichnungen, Anmerkungen) | Höchstplatzierung, Gesamtwochen, AuszeichnungChartplatzierungen (Jahr, Titel, Album, Platzierungen, Wochen, Auszeichnungen, Anmerkungen) | Höchstplatzierung, Gesamtwochen, AuszeichnungChartplatzierungen (Jahr, Titel, Album, Platzierungen, Wochen, Auszeichnungen, Anmerkungen) | Höchstplatzierung, Gesamtwochen, AuszeichnungChartplatzierungen (Jahr, Titel, Album, Platzierungen, Wochen, Auszeichnungen, Anmerkungen) | Höchstplatzierung, Gesamtwochen, AuszeichnungChartplatzierungen (Jahr, Titel, Album, Platzierungen, Wochen, Auszeichnungen, Anmerkungen) | Anmerkungen |
| Jahr | Titel Album                                                       | DE | AT | CH | UK | US | Anmerkungen |
| --- | ----------------------------------------------------------------- | --- | --- | --- | --- | --- | --- |
| 2016 | No Lie Mad Love: The Prequel • Dua Lipa: Complete Edition         | DE10 ×3Dreifachgold · (25 Wo.)DE | AT13 Platin · (17 Wo.)AT | CH32 (31 Wo.)CH | UK10 ×2Doppelplatin · (30 Wo.)UK | — | Erstveröffentlichung: 18. November 2016 Verkäufe: + 3.013.333; Sean Paul feat. Dua Lipa                            |
| 2017 | Bridge over Troubled Water –                                      | — | AT32 (3 Wo.)AT | CH28 (2 Wo.)CH | UK1 Gold · (5 Wo.)UK | — | Erstveröffentlichung: 21. Juni 2017; mit Artists for Grenfell Verkäufe: + 400.000; Original: Simon & Garfunkel     |
| 2018 | If Only Sì                                                        | — | — | — | — | — | Erstveröffentlichung: 8. Dezember 2018 Andrea Bocelli feat. Dua Lipa                                               |
| 2020 | Times Like These –                                                | — | — | — | UK1 Silber · (8 Wo.)UK | — | Erstveröffentlichung: 23. April 2020 Verkäufe: + 200.000; als Teil von Live Lounge Allstars Original: Foo Fighters |
| 2020 | Prisoner Plastic Hearts • Future Nostalgia: The Moonlight Edition | DE20 Gold · (21 Wo.)DE | AT15 Platin · (19 Wo.)AT | CH11 Gold · (20 Wo.)CH | UK8 Platin · (21 Wo.)UK | US54 Platin · (12 Wo.)US | Erstveröffentlichung: 19. November 2020 Verkäufe: + 2.940.000; Miley Cyrus feat. Dua Lipa                          |
| 2020 | Real Groove (Studio 2054 Remix) Disco (Guest List Edition)        | — | — | — | UK95 (2 Wo.)UK | — | Erstveröffentlichung: 31. Dezember 2020 Kylie Minogue feat. Dua Lipa                                               |
| 2021 | Cold Heart (Pnau Remix) The Lockdown Sessions                     | DE3 ×3Dreifachgold · (79 Wo.)DE | AT3 ×4Vierfachplatin · (67 Wo.)AT | CH4 Gold · (129 Wo.)CH | UK1 ×4Vierfachplatin · (70 Wo.)UK | US7 ×4Vierfachplatin · (52 Wo.)US | Erstveröffentlichung: 13. August 2021 Verkäufe: + 12.293.333; Elton John feat. Dua Lipa                            |
| 2022 | Sweetest Pie Traumazine                                           | DE76 (1 Wo.)DE | — | CH54 (2 Wo.)CH | UK31 Silber · (11 Wo.)UK | US15 Platin · (21 Wo.)US | Erstveröffentlichung: 11. März 2022 Verkäufe: + 1.350.000; Megan Thee Stallion feat. Dua Lipa                      |
| 2022 | Potion Funk Wav Bounces Vol. 2                                    | DE85 (1 Wo.)DE | AT59 (1 Wo.)AT | CH31 (4 Wo.)CH | UK16 Silber · (12 Wo.)UK | US71 Gold · (3 Wo.)US | Erstveröffentlichung: 27. Mai 2022 Verkäufe: + 775.000; Calvin Harris feat. Dua Lipa & Young Thug                  |
| Folgende Lieder erschienen nicht als Single, wurden aber durch das Album zum Download und Streaming bereitgestellt und konnten somit eine Platzierung erlangen: |                                                                   | | | | | | |
| |                                                                   | | | | | | |
| 2021 | Demeanor Faith                                                    | — | — | CH63 (1 Wo.)CH | UK14 (3 Wo.)UK | US86 (1 Wo.)US | Charteinstieg: 25. Juli 2021; Videoauskopplung: 29. Juli 2021 Pop Smoke feat. Dua Lipa                             |
| 2025 | Handlebars Ruby                                                   | — | — | — | UK41 (3 Wo.)UK | US80 (1 Wo.)US | Charteinstieg: 20. März 2025 Jennie feat. Dua Lipa                                                                 |

## Musikvideos
| Jahr | Titel                   | Regie |
| ---- | ----------------------- | --- |
| 2015 | New Love                | Nicole Nodland |
| 2015 | Be the One              | Nicole Nodland (2015, Version 1) Daniel Kaufman (2016, Version 2)                                                            |
| 2016 | Last Dance              | Ian Blair, Jon Brewer |
| 2016 | Hotter than Hell        | Emil Nava |
| 2016 | Blow Your Mind (Mwah)   | Kinga Burza |
| 2016 | Room for 2              | Vicky Lawton |
| 2016 | No Lie                  | Tim Nackashi |
| 2017 | Scared to Be Lonely     | Blake Claridge |
| 2017 | Thinking ’bout You      | Jake Jelicich |
| 2017 | Lost in Your Light      | Henry Schofield |
| 2017 | New Rules               | Henry Schofield |
| 2017 | My Love                 | Armen Soudjian |
| 2018 | IDGAF                   | Henry Schofield |
| 2018 | One Kiss                | Emil Nava |
| 2018 | Electricity             | Bradley Bell, Pablo Jones-Soler                                                                                              |
| 2018 | If Only                 | Gaetano Morbioli |
| 2019 | Swan Song               | Floria Sigismondi |
| 2019 | Don’t Start Now         | Nabil |
| 2020 | Physical                | Canada |
| 2020 | Break My Heart          | Henry Scholfield |
| 2020 | Times Like These        | |
| 2020 | Hallucinate             | Lisha Tan |
| 2020 | Un día (One Day)        | Stillz |
| 2020 | Levitating              | Warren Fu (2020, mit DaBaby) Will Hooper (2020, The Blessed Madonna Remix) Kenta Orisaka, Yu Tsubaki (2021, Animationsvideo) |
| 2020 | Fever                   | Pierre Dupaquier, Clément Durou                                                                                              |
| 2020 | Prisoner                | Miley Cyrus, Alana O’Herlihy                                                                                                 |
| 2021 | We’re Good              | Vania Heymann, Gal Muggia |
| 2021 | Love Again              | Lope Serrano |
| 2021 | Demeanor                | Nabil Elderkin |
| 2021 | Cold Heart (Pnau Remix) | Raman Djafari |
| 2022 | Sweetest Pie            | Dave Meyers |
| 2022 | Potion                  | Emil Nava |
| 2023 | Dance the Night         | Greta Gerwig |
| 2023 | Houdini                 | Manu Cossu |
| 2024 | Training Season         | Vincent Haycock |
| 2024 | Illusion                | Tanu Muino |

## Autorenbeteiligungen
Dua Lipa schreibt die meisten ihrer Lieder selbst. Die folgende Liste beinhaltet Stücke, an denen sie als Autorin (Musik/Text), nicht aber als Interpretin beteiligt ist (Coverversionen sind aufgrund der Übersichtlichkeit ausgenommen).
| Jahr | Titel Album                                   | Anmerkungen                                                            |
| ---- | --------------------------------------------- | ---------------------------------------------------------------------- |
| 2015 | Stand My Ground Single Collection – Staffel 5 | Erstveröffentlichung: 11. Dezember 2015 Interpretation: Tobias Vorwerk |
| 2016 | Used to You Se avessi un cuore                | Erstveröffentlichung: 20. Mai 2016 Interpretation: Annalisa            |

## Promoveröffentlichungen
Promo-Singles

| Jahr | Titel Album                                 | Höchstplatzierung, Gesamtwochen, AuszeichnungChartplatzierungen (Jahr, Titel, Album, Platzierungen, Wochen, Auszeichnungen, Anmerkungen) | Höchstplatzierung, Gesamtwochen, AuszeichnungChartplatzierungen (Jahr, Titel, Album, Platzierungen, Wochen, Auszeichnungen, Anmerkungen) | Höchstplatzierung, Gesamtwochen, AuszeichnungChartplatzierungen (Jahr, Titel, Album, Platzierungen, Wochen, Auszeichnungen, Anmerkungen) | Höchstplatzierung, Gesamtwochen, AuszeichnungChartplatzierungen (Jahr, Titel, Album, Platzierungen, Wochen, Auszeichnungen, Anmerkungen) | Höchstplatzierung, Gesamtwochen, AuszeichnungChartplatzierungen (Jahr, Titel, Album, Platzierungen, Wochen, Auszeichnungen, Anmerkungen) | Anmerkungen                                                                     |
| Jahr | Titel Album                                 | DE | AT | CH | UK | US | Anmerkungen                                                                     |
| ---- | ------------------------------------------- | --- | --- | --- | --- | --- | ------------------------------------------------------------------------------- |
| 2015 | New Love Dua Lipa                           | — | — | — | — | — | Erstveröffentlichung: 21. August 2015                                           |
| 2016 | Room for 2 Dua Lipa                         | — | — | — | — | — | Erstveröffentlichung: 28. Oktober 2016                                          |
| 2017 | Thinking ’bout You Dua Lipa                 | — | — | — | — | — | Erstveröffentlichung: 6. Januar 2017 Verkäufe: + 65.000                         |
| 2017 | My Love Shine                               | — | — | — | — | — | Erstveröffentlichung: 11. August 2017 Wale feat. Major Lazer, Wizkid & Dua Lipa |
| 2018 | Want To Dua Lipa: Complete Edition          | — | — | — | — | — | Erstveröffentlichung: 7. September 2018 Verkäufe: + 25.000                      |
| 2018 | Kiss and Make Up Dua Lipa: Complete Edition | DE48 (11 Wo.)DE | AT34 Gold · (5 Wo.)AT | CH45 (6 Wo.)CH | UK36 Silber · (12 Wo.)UK | US93 (1 Wo.)US | Erstveröffentlichung: 18. Oktober 2018 Verkäufe: + 460.000; mit Blackpink       |
| 2019 | I’m Free –                                  | — | — | — | — | — | Erstveröffentlichung: 2019                                                      |
| 2019 | Future Nostalgia                            | — | — | — | UK— SilberUK | — | Erstveröffentlichung: 13. Dezember 2019 Verkäufe: + 305.000                     |
| 2021 | Can They Hear Us –                          | — | — | — | — | — | Erstveröffentlichung: 4. Juni 2021                                              |

## Sonderveröffentlichungen

### Alben
| Jahr | Titel Musiklabel                    | Anmerkungen                                                                               |
| ---- | ----------------------------------- | ----------------------------------------------------------------------------------------- |
| 2016 | Spotify Sessions Warner Music (WMG) | Erstveröffentlichung: 8. Juli 2016 Vertrieb nur über den Musikstreaming-Dienst Spotify    |
| 2017 | The Only Warner Music (WMG)         | Erstveröffentlichung: 21. April 2017 Vertrieb nur über den Einzelhändler Urban Outfitters |
| 2019 | Deezer Sessions Warner Music (WMG)  | Erstveröffentlichung: 11. April 2019 Vertrieb nur über den Musikstreaming-Dienst Deezer   |

### Lieder
| Jahr | Titel Album                                                | Anmerkungen                                                                    |
| ---- | ---------------------------------------------------------- | ------------------------------------------------------------------------------ |
| 2017 | My Love Shine                                              | Erstveröffentlichung: 28. April 2017 Wale feat. Major Lazer, Wizkid & Dua Lipa |
| 2018 | No Lie Mad Love: The Prequel                               | Erstveröffentlichung: 20. Juli 2018 Sean Paul feat. Dua Lipa                   |
| 2018 | If Only Sì                                                 | Erstveröffentlichung: 26. Oktober 2018 Andrea Bocelli feat. Dua Lipa           |
| 2020 | Prisoner Plastic Hearts                                    | Erstveröffentlichung: 27. November 2020 Miley Cyrus feat. Dua Lipa             |
| 2021 | Demeanor Faith                                             | Erstveröffentlichung: 16. Juli 2021 Pop Smoke feat. Dua Lipa                   |
| 2021 | Cold Heart (Pnau Remix) The Lockdown Sessions              | Erstveröffentlichung: 22. Oktober 2021 Elton John feat. Dua Lipa               |
| 2021 | Real Groove (Studio 2054 Remix) Disco (Guest List Edition) | Erstveröffentlichung: 12. November 2021 Kylie Minogue feat. Dua Lipa           |
| 2022 | Potion Funk Wav Bounces Vol. 2                             | Erstveröffentlichung: 5. August 2022 Calvin Harris feat. Dua Lipa & Young Thug |
| 2022 | Sweetest Pie Traumazine                                    | Erstveröffentlichung: 12. August 2022 Megan Thee Stallion feat. Dua Lipa       |
| 2025 | Handlebars Ruby                                            | Erstveröffentlichung: 7. März 2025 Jennie feat. Dua Lipa                       |

| Jahr | Titel Album                              | Anmerkungen                                                  |
| ---- | ---------------------------------------- | ------------------------------------------------------------ |
| 2016 | The Hills BBC Radio 1’s Live Lounge 2016 | Erstveröffentlichung: 11. November 2016 Original: The Weeknd |

| Jahr | Titel Soundtrack                                    | Anmerkungen                                                |
| ---- | --------------------------------------------------- | ---------------------------------------------------------- |
| 2017 | No Lie Baywatch                                     | Erstveröffentlichung: 5. Mai 2017 Sean Paul feat. Dua Lipa |
| 2018 | High Fifty Shades of Grey – Befreite Lust           | Erstveröffentlichung: 9. Februar 2018 mit Whethan          |
| 2019 | Swan Song Alita: Battle Angel                       | Erstveröffentlichung: 15. Februar 2019                     |
| 2021 | Can They Hear Us L. A. Rebels – Ausbruch der Gewalt | Erstveröffentlichung: 4. Juni 2021                         |
| 2023 | Dance the Night Barbie                              | Erstveröffentlichung: 21. Juli 2023                        |

## Statistik

### Chartauswertung
|                     | DE    | AT    | CH    | UK    | US    |
| ------------------- | ----- | ----- | ----- | ----- | ----- |
| Nummer-eins-Alben   | DE—DE | AT1AT | CH—CH | UK2UK | US—US |
| Top-10-Alben        | DE2DE | AT2AT | CH2CH | UK3UK | US2US |
| Alben in den Charts | DE3DE | AT3AT | CH4CH | UK4UK | US4US |

|                       | DE     | AT     | CH     | UK     | US     |
| --------------------- | ------ | ------ | ------ | ------ | ------ |
| Nummer-eins-Singles   | DE1DE  | AT1AT  | CH—CH  | UK6UK  | US—US  |
| Top-10-Singles        | DE8DE  | AT7AT  | CH7CH  | UK18UK | US5US  |
| Singles in den Charts | DE26DE | AT23AT | CH27CH | UK35UK | US23US |

### Auszeichnungen für Musikverkäufe
Die Lieder Boys Will Be Boys (+ 40.000 Verkäufe), Cool (+ 80.000), I’m Not the Only One (+ 30.000), Good in Bed (+ 40.000) und Pretty Please (+ 375.000) wurden weder als Singles veröffentlicht, noch konnten sie aufgrund von hohen Downloads oder Streamings die Charts erreichen, dennoch erhielten sie Schallplattenauszeichnungen.
| Land/RegionAuszeichnungen für Musikverkäufe (Land/Region, Auszeichnungen, Verkäufe, Quellen) | Silber     | Gold         | Platin         | Diamant       | Verkäufe   | Quellen                    |
| -------------------------------------------------------------------------------------------- | ---------- | ------------ | -------------- | ------------- | ---------- | -------------------------- |
| Australien (ARIA)                                                                            | —          | 5× Gold5     | 75× Platin75   | —             | 5.425.000  | aria.com.au                |
| Belgien (BRMA)                                                                               | —          | 8× Gold8     | 20× Platin20   | —             | 850.000    | ultratop.be                |
| Brasilien (PMB)                                                                              | —          | —            | 14× Platin14   | 23× Diamant23 | 4.330.000  | pro-musicabr.org.br        |
| Chile (IFPI)                                                                                 | —          | 2× Gold2     | Platin1        | —             | 260.000    | profovi.cl                 |
| Dänemark (IFPI)                                                                              | —          | 8× Gold8     | 27× Platin27   | —             | 2.475.000  | ifpi.dk                    |
| Deutschland (BVMI)                                                                           | —          | 12× Gold12   | 11× Platin11   | —             | 6.700.000  | musikindustrie.de          |
| Finnland (IFPI)                                                                              | —          | —            | 7× Platin7     | —             | 220.000    | Einzelnachweise            |
| Frankreich (SNEP)                                                                            | —          | 4× Gold4     | 5× Platin5     | 15× Diamant15 | 6.224.995  | snepmusique.com            |
| Griechenland (IFPI)                                                                          | —          | 2× Gold2     | 4× Platin4     | —             | 100.000    | Einzelnachweise            |
| Irland (IRMA)                                                                                | —          | —            | 13× Platin13   | —             | 195.000    | Einzelnachweise            |
| Italien (FIMI)                                                                               | —          | 4× Gold4     | 40× Platin40   | —             | 2.820.000  | fimi.it                    |
| Japan (RIAJ)                                                                                 | —          | 3× Gold3     | —              | —             | —          | riaj.or.jp                 |
| Kanada (MC)                                                                                  | —          | 10× Gold10   | 54× Platin54   | 4× Diamant4   | 8.040.000  | musiccanada.com            |
| Kolumbien (ASINCOL)                                                                          | —          | Gold1        | —              | —             | 5.000      | Einzelnachweise            |
| Malaysia (RIM)                                                                               | —          | —            | Platin1        | —             | 200.000    | Einzelnachweise            |
| Mexiko (AMPROFON)                                                                            | —          | 4× Gold4     | 14× Platin14   | 3× Diamant3   | 2.140.000  | amprofon.com.mx            |
| Neuseeland (RMNZ)                                                                            | —          | 3× Gold3     | 70× Platin70   | —             | 1.987.500  | radioscope.co.nz NZ2       |
| Niederlande (NVPI)                                                                           | —          | —            | 11× Platin11   | —             | 430.000    | nvpi.nl                    |
| Norwegen (IFPI)                                                                              | —          | 5× Gold5     | 30× Platin30   | —             | 1.670.000  | ifpi.no                    |
| Österreich (IFPI)                                                                            | —          | 5× Gold5     | 24× Platin24   | —             | 750.000    | ifpi.at                    |
| Peru (UNIMPRO)                                                                               | —          | Gold1        | 5× Platin5     | —             | 33.000     | Einzelnachweise            |
| Polen (ZPAV)                                                                                 | —          | 10× Gold10   | 35× Platin35   | 7× Diamant7   | 3.150.000  | olis.pl                    |
| Portugal (AFP)                                                                               | —          | 4× Gold4     | 46× Platin46   | —             | 485.000    | Einzelnachweise            |
| Schweden (IFPI)                                                                              | —          | 4× Gold4     | 13× Platin13   | —             | 940.000    | sverigetopplistan.se       |
| Schweiz (IFPI)                                                                               | —          | 4× Gold4     | 5× Platin5     | —             | 155.000    | hitparade.ch musikwoche.de |
| Singapur (RIAS)                                                                              | —          | —            | 2× Platin2     | —             | 20.000     | rias.org.sg                |
| Spanien (Promusicae)                                                                         | —          | 7× Gold7     | 49× Platin49   | —             | 3.040.000  | elportaldemusica.es        |
| Südafrika (RISA)                                                                             | —          | Gold1        | —              | —             | 10.000     | Einzelnachweise            |
| Südkorea (KMCA)                                                                              | —          | —            | Platin1        | —             | —          | circlechart.kr             |
| Ungarn (MAHASZ)                                                                              | —          | Gold1        | —              | —             | 2.000      | slagerlistak.hu            |
| Vereinigte Staaten (RIAA)                                                                    | —          | 4× Gold4     | 33× Platin33   | 2× Diamant2   | 41.303.000 | riaa.com                   |
| Vereinigtes Königreich (BPI)                                                                 | 9× Silber9 | 5× Gold5     | 49× Platin49   | —             | 31.800.000 | bpi.co.uk                  |
| Insgesamt                                                                                    | 9× Silber9 | 117× Gold117 | 659× Platin659 | 54× Diamant54 |            |                            |